# Ulrich Fasshauer
Ulrich Fasshauer (* 1973 in Köln) ist ein deutscher Autor von Kinderbüchern.

## Leben und Wirken
Fasshauer wuchs in Türnich, Marburg und Krefeld auf. Er leistete Zivildienst in einer psychiatrischen Klinik, studierte anschließend Theater-, Film- und Fernsehwissenschaft in Köln und Paris und war dann als Dozent für Medienpraxis an der Universität zu Köln tätig.
2010 zog Fasshauer von Wuppertal nach Berlin und lektoriert seitdem Drehbücher und schreibt Kinderbücher. 2011/12 war er Stipendiat der Akademie für Kindermedien in Erfurt.
Ulrich Fasshauer ist Mitglied bei den Spreeautoren und lebt seit 2010 in Berlin. Er ist verheiratet und hat eine erwachsene Tochter.

## Bibliografie

### Kinder- und Jugendliteratur
- Das U-Boot auf dem Berg. Tulipan Verlag, München 2017, ISBN 978-3-86429-367-2
- Die Quantastischen. Beltz & Gelberg, Weinheim Basel 2021, ISBN 978-3-407-75616-9
- Insel der Genies – Schummelkönig! Magellan Verlag, Bamberg 2022, ISBN 978-3-7348-4113-2

### Kinderbuchreihe: Robin vom See
- Die Bande zur Rettung der Gerechtigkeit.Band 1. Magellan Verlag, Bamberg 2019, ISBN 978-3-7348-4054-8
- Die Jagd nach der graugrünen Gefahr. Band 2. Magellan Verlag, Bamberg 2019, ISBN 978-3-7348-4055-5
- Das Sturmtief über Schikagow. Band 3. Magellan Verlag, Bamberg 2020, ISBN 978-3-7348-4056-2
- Das Endspiel um die Dorfschule. Band 4. Magellan Verlag, Bamberg 2020, ISBN 978-3-7348-4057-9

## Auszeichnungen
- 2017: Nominierung für den Oldenburger Kinder- und Jugendbuchpreis von Das U-Boot auf dem Berg[7]
- 2019: Shortlist des Zürcher Kinderbuchpreis mit Robin vom See – Die Bande zur Rettung der Gerechtigkeit[8]
- 2022: Annalise-Wagner-Preis für die Reihe Robin vom See[4][5]